# Edward Ayrton

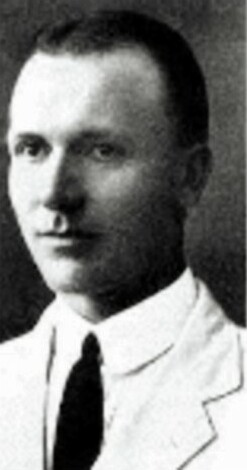
Edward Ayrton.

Edward Russel Ayrton, född 17 december 1882 i Wuhu, Kina, död 18 maj 1914 nära Monaragala, Sri Lanka, var en brittisk arkeolog som gjorde utgrävningar i Egypten i Giza och även Konungarnas dal. Han drunknade i Sri Lanka under en jakt.